# Samuel Israel
Samuel Israel (* 3. Dezember 1802 in London; † 17. Mai 1870 in Hamburg) war ein Hamburger Kaufmann und Abgeordneter.

## Leben
Israel betrieb die Firma Andrew Israel & Co., einen Großhandel für Galanteriewaren.
Er war Mitglied der Hamburger Konstituante. Von 1859 bis 1865 gehörte er der Hamburgischen Bürgerschaft an.